# 北哈羅站
北哈羅站（英語：North Harrow tube station）是倫敦地鐵的一個車站，位於倫敦西北部的北哈羅。北哈羅站是大都會線的車站。2009年和2010年，北哈羅站獲得倫敦交通獎。